# Morikawa Ryusei
Ryusei Morikawa (sinh ngày 29 tháng 8 năm 1988) là một cầu thủ bóng đá người Nhật Bản.

## Sự nghiệp câu lạc bộ
Ryusei Morikawa đã từng chơi cho FC Imabari, Grulla Morioka và Morioka Zebra.